# Mées
 Mées  es una población y comuna francesa, situada en la región de Aquitania, departamento de Landas, en el distrito de Dax y cantón de Dax-Nord.

## Demografía
| 256 | 264 | 266 | 348 | 425 | 400 | 548 | 556 | 633 | 662 | 690 | 722 | 758 | 742 | 803 | 762 | 710 | 720 | 709 | 679 | 641 | 676 | 675 | 679 | 670 | 724 | 759 | 974 | 987 | 1 009 | 1 311 | 1 377 |
| Para los censos de 1962 a 1999 la población legal corresponde a la población sin duplicidades (Fuente: INSEE [Consultar]) |     |     |     |     |     |     |     |     |     |     |     |     |     |     |     |     |     |     |     |     |     |     |     |     |     |     |     |     |       |       |       |